# Liste d'attentats de la guerre d'Afghanistan
 (juillet 2016).
Cette liste d'attentats liés à la guerre d'Afghanistan compte aussi les attaques ayant lieu au Pakistan dans les frontières limitrophes (Khyber Pakhtunkhwa) (voir aussi Insurrection islamiste au Pakistan). Inconnus lors de la première guerre d'Afghanistan dans les années 1980, il y eut, en 2005, 25 attentats-suicides lors du « second jihad afghan », et 136 en 2006. 

## 2002
- 5 septembre 2002 : double attentat de Kaboul de 2002. Au moins 26 morts et 150 blessés[2].

## 2004
- 16 juillet 2004 : une roquette tombe près d’un collège visité quelques minutes plus tard par le président Hamid Karzai. Les talibans revendiquent l'attentat [réf. nécessaire].
- 29 août 2004 : attentat à la voiture piégée, à Kaboul, faisant au moins 12 morts et une trentaine de blessés. Les talibans visaient l'entreprise de sécurité américaine Dyncorps, qui s’occupe de la protection du président Hamid Karzai.

## 2005
25 attentats-suicides.

## 2006
136 attentats-suicides.

## 2008
- 11 février 2008, Pakistan : un attentat-suicide fait 25 morts à Charsadda, ville de la province frontalière du Nord-Ouest située à 30 km au nord-est de Peshawar, au moment même où des centaines de personnes étaient réunies à l'appel du Parti national Awami (ANP), un parti nationaliste pachtoune [réf. nécessaire].
- 11 février 2008, Pakistan : au moins dix personnes, dont un candidat aux législatives, ont été tuées dans un attentat kamikaze à la voiture piégée qui a visé le convoi de ce candidat, sans étiquette à Aïdak, dans le district du Waziristan du Nord [réf. nécessaire].
- 17 février 2008 : 100 morts dans un attentat-suicide perpétré lors d'un spectacle de combat de chiens à Kandahar [réf. nécessaire].
- 6 juillet 2008 : Pakistan : un attentat-suicide aux abords de la mosquée rouge d'Islamabad fait 15 morts [réf. nécessaire].
- 13 juillet 2008 : Un attentat suicide dans un bazar dans la province d'Orouzgan fait 24 morts et 34 blessés[3].
- 18 août 2008 : Afghanistan : un attentat suicide à la voiture piégée revendiqué par les talibans visant une base américaine dans la province de Khost fait 9 morts et 13 blessés[réf. nécessaire].
- 19 août 2008 : Pakistan : un attentat-suicide dans un complexe hospitalier à Dera Ismail Khan fait 23 morts et 20 blessés.
- 21 août 2008 : Pakistan : un double attentat-suicide revendiqué par les talibans fait 64 morts devant une usine d'armement dans la localité de Wah près d'Islamabad[4].
- 6 septembre 2008 :  Pakistan : un attentat-suicide sur un poste de contrôle policier et militaire à Zanglaï fait 33 morts[5].
- 2 octobre 2008 : Pakistan : un attentat suicide visant un politicien membre de la coalition gouvernementale dans la ville de Charsadda fait 4 morts [réf. nécessaire].
- 6 octobre 2008 : Pakistan : un attentat suicide dans le centre du Pakistan contre la résidence d'un député fait 18 morts et 60 blessés[6].
- 10 octobre 2008 : Pakistan : un attentat-suicide au cours d'une réunion de miliciens tribaux hostiles aux talibans dans le Nord-Ouest du Pakistan fait 60 morts[7].

## 2009
- 17 janvier 2009: Afghanistan. Attentat-suicide près de l'ambassade d'Allemagne à Kaboul, sur la route qui relie l'ambassade à Camp Eggers. 2 morts (2 civils afghans) et une trentaine de blessés (dont 5 G.I.s). Revendiqué par les talibans, qui ont précisé qu'il visait les militaires allemands[8],[9].
- 21 janvier 2009: Afghanistan. Attentat-suicide dans la province d'Herat, qui tue 2 soldats afghans[10]
- 1er février 2009: Afghanistan. Attentat-suicide à Kaboul, contre un convoi de troupes étrangères dans les faubourgs ouest de Kaboul dimanche, blessant deux civils afghans[11].
- 2 février 2009: Afghanistan. Attentat-suicide (Sud du pays) dans un centre de formation de la police : au moins 21 policiers tués[12]
- 5 février 2009: Pakistan. Attentat-suicide à Dera Ghazi Khan, qui fait au moins 24 morts[13] (33 selon l'AFP[14])
- 6 février 2009: Pakistan. Attentat-suicide près de la passe de Khyber, qui endommage un pont et blesse sept personnes[15]
- 9 février 2009 : Pakistan : attentat-suicide devant un check-point militaire à Bannu (province de la Frontière-du-Nord-Ouest), 11 policiers blessés[16].
- 10 février 2009 : Afghanistan : attentat-suicide dans la province de Khost, qui tue 2 soldats; non revendiqué[17].
- 11 février 2009 : Afghanistan : trois attentats-suicides, quasi-simultanés, contre des bâtiments officiels, dont deux ministères, à Kaboul. 26 morts et 55 blessés (essentiellement des civils)[18]. Attaque revendiquée par les taliban[19],[20] Seize kamikazes ont participé à l'attaque, dont la moitié a péri pendant celle-ci[21].
- 4 avril 2009: Pakistan: un kamikaze tue au moins huit paramilitaires dans un quartier bourgeois d'Islamabad[22] Dans le Waziristan, un autre kamikaze fait au moins huit morts près de Miram Shah, quelques heures après une attaque aérienne de l'armée américaine[22].
- 9 juillet 2009: Province de Lôgar (Afghanistan): après une relative accalmie, deux douzaines de personnes meurt dans un attentat probablement déclenché à l'aide d'une télécommande[23]. L'approche de l'élection présidentielle, prévue pour le 20 août, pourrait avoir influencé ce regain d'hostilités.
- 8 octobre 2009: Un attentat suicide à la bombe visant l'ambassade d'Inde à Kaboul fait 17 mort et 63 blessés.
- 30 décembre 2009: Attentat-suicide de la base de Chapman tuant plusieurs agents importants de la CIA.

## 2015
- Le 17 février 2015, à Puli Alam, dans la province de Lôgar, un attentat-suicide des talibans tue 20 policiers[24].
- Le 18 avril 2015, à Jalalabad, un attentat fait 34 morts et une centaine de blessés parmi les civils. Les talibans nient toute implication et l'attaque est revendiquée par un ancien porte-parole du Tehrik-e-Taliban Pakistan, limogé après son allégeance à l'État islamique[25],[26]. Cependant le 26 avril, la branche afghane de l'État islamique dément, dans un communiqué officiel, être à l'origine de l'attaque[27].
- Le 12 juillet 2015, à Kaboul, au moins 33 personnes, en majorité des civils sont tués dans un attentat[28].

## 2016
- Le 19 avril 2016, Attentat du 19 avril 2016 à Kaboul : l'explosion d'un camion piégé suivie d'une fusillade devant un bâtiment des services de renseignements afghans fait 64 morts. L'attaque est revendiquée par les talibans.
- Le 20 juin 2016, Attentats du 20 juin 2016 à Kaboul : l'attaque fait 23 morts et est revendiquée par l'État islamique.
- Le 23 juillet 2016, Attentat du 23 juillet 2016 à Kaboul : un kamikaze explose au milieu d'une manifestation pacifique de la communauté hazara chiite, faisant au moins 80 morts. L'attaque est revendiquée par l'État islamique.
- Le 5 septembre 2016, un double attentat-suicide fait au moins 24 morts et une trentaine de blessés près du ministère afghan de la Défense à Kaboul[29]. Plus tard dans la journée une troisième explosion a lieu dans le centre de Kaboul[30].
- Le 11 octobre 2016, à Kaboul, une fusillade vise à Kaboul des pèlerins chiites rassemblés près de deux mosquées pour célébrer la fête de l'Achoura, faisant au moins 17 morts et 36 blessés[31],[32],[33]. L'attaque est revendiquée par l'EI[34].
- Le 12 octobre 2016, dans la province de Balkh, un attentat à la bombe dans une mosquée chiite fait 14 morts et 28 blessés[35].

## 2017
- Le 1er mars 2017, à Kaboul, un double attentat vise un poste de police et un centre des renseignements, faisant 16 morts et plus de 100 blessés[36],[37].
- Le 8 mars 2017, Attaque de l'hôpital militaire de Kaboul : une attaque de l'État islamique contre le principal hôpital militaire d'Afghanistan à Kaboul, fait au moins 40 morts et plus de 50 blessés. La plupart des victimes sont des patients, des médecins et des infirmiers ainsi que quatre assaillants[37],[38],[39].
- Le 12 avril 2017, à Kaboul, un attentat aux abords du ministère afghan de la Défense fait trois morts et est revendiqué par l'État islamique[40].
- Le 15 avril 2017, dans la province de Helmand, onze civils sont tués par l'explosion d'une bombe sur une route reliant le district de Nawa à la ville de Lashkar Gah[41].
- Le 3 mai 2017, près de l'ambassade américaine à Kaboul, un attentat à la voiture piégée contre un convoi américain fait 8 morts et une vingtaine de blessés [42]. L'attentat est revendiqué par l'État islamique.
- Le 31 mai 2017, Attentat du 31 mai 2017 à Kaboul : l'explosion d'un camion piégé dans la  zone verte fait au moins 150 morts et plus de 300 blessés. L'attaque n'est pas revendiquée mais le gouvernement afghan accuse le Réseau Haqqani[43].
- Le 3 juin 2017, à Kaboul, trois explosions ont lieu lors des funérailles de Salim Ezadyar, fils du vice-président du Sénat, tué la veille lors d'une manifestation après avoir réclamé la démission du président Ashraf Ghani (pour disperser la foule, la police avait ouvert le feu, faisant 4 morts). Dans la foule de 3 000 personnes se trouvent de très nombreux responsables du Jamiat-e-Islami, principal mouvement tadjik du pays. Salahuddin Rabbani, ministre des affaires étrangères, ainsi que Abdullah Abdullah, chef de l'exécutif, sont indemnes [44]. L'attentat fait au moins 7 morts et plus d'une centaine de blessés[45].
- Le 15 juin 2017, à Kaboul, un attentat-suicide contre une mosquée chiite fait 4 morts et 8 blessés. Il est revendiqué par l'État islamique[46].
- Le 22 juin 2017, à Lashkar-Gah, un attentat-suicide à la voiture piégée devant une succursale de la New Kaboul Bank fait au moins 34 morts et une soixantaine de blessés. Il est revendiqué par Qari Yousuf Ahmadi, un porte-parole des talibans, qui affirme avoir « tué soixante-treize militaires et policiers qui collectaient leur solde avant les fêtes ». Le service de presse du gouverneur affirme lui que la « majorité des victimes sont des civils, dont des femmes et des enfants »[47].
- Le 23 juillet 2017, dans la province de Ghôr, l'attaque d'un hôpital par les talibans fait 35 morts parmi les patients ou les membres du personnel[48].
- Le 24 juillet 2017, à Kaboul, un véhicule piégé explose dans un quartier chiite de Kaboul, faisant 26 morts et 41 blessés parmi les civils. L'attaque est revendiquée par les talibans[48].
- Le 31 juillet 2017, l'ambassade d'Irak à Kaboul est la cible d'une attaque menée par un commando de 4 hommes. Vers 11h, un d'entre eux se fait exploser à l'entrée, ouvrant une brèche pour les 3 autres assaillants qui ouvrent le feu dans l'enceinte du bâtiment. Aux alentours de 15h30, les autorités annoncent la mort de tous les assaillants. L'attaque fait 2 morts et plusieurs blessés parmi les personnes chargées de la sécurité du site. Elle est revendiquée par l'État islamique avant même de prendre fin. Cet épisode s'inscrit dans une volonté de la part de l'EI de répliquer à son repli en Irak mais également de concurrencer les talibans, mieux implantés dans le pays, en commettant des actions spectaculaires[49].
- Le 1er août 2017, à Hérat, un attentat commis dans une mosquée chiite fait 33 morts et 66 blessés. Selon, le porte-parole de la police, "deux terroristes sont impliqués dans l’attaque, dont l’un portait un gilet explosif et s’est fait exploser, tandis que le second était armé d’un fusil (...) Tous deux sont morts ". L'attaque est revendiquée par l'État islamique.
- Le 2 août 2017, près de Kandahar, un convoi de l'OTAN est visé par un attentat-suicide à la voiture piégée. Selon le Pentagone, deux soldats américains sont tués. L'attaque est revendiquée par les talibans.